# ديفيد كونت
ديفيد كونت (بالإنجليزية: David Conte)‏ هو معلم موسيقى وملحن أمريكي، ولد في 1955 في دنفر في الولايات المتحدة.

## وصلات خارجية
- ديفيد كونت على موقع ميوزك برينز (الإنجليزية)